# New Sweden (Maine)
New Sweden es un pueblo ubicado en el condado de Aroostook en el estado estadounidense de Maine. En el Censo de 2010 tenía una población de 602 habitantes y una densidad poblacional de 6,72 personas por km².

## Geografía
New Sweden se encuentra ubicado en las coordenadas 46°58′35″N 68°6′54″O / 46.97639, -68.11500. Según la Oficina del Censo de los Estados Unidos, New Sweden tiene una superficie total de 89.61 km², de la cual 89.54 km² corresponden a tierra firme y (0.08%) 0.08 km² es agua.

## Demografía
Según el censo de 2010, había 602 personas residiendo en New Sweden. La densidad de población era de 6,72 hab./km². De los 602 habitantes, New Sweden estaba compuesto por el 95.51% blancos, el 0.33% eran afroamericanos, el 1.66% eran amerindios, el 0.33% eran asiáticos, el 0% eran isleños del Pacífico, el 0.17% eran de otras razas y el 1.99% pertenecían a dos o más razas. Del total de la población el 0.83% eran hispanos o latinos de cualquier raza.